# Järnväg i Ryssland

De viktigaste järnvägslinjerna i Ryssland

Ryssland är ett av de länder i världen som har längst järnvägsnät, 85.500 kilometer. Till skillnad från de flesta europeiska länder har man bredspår.
Järnvägen drivs av Rysslands järnvägar, РЖД/RZjD (Российские железные дороги Rossijskie Zjeleznye Dorogi).

## Tidig historia
Under det tidiga 1830-talet byggde de ryska ingenjörerna Jefim Aleksejevitj och hans son Miron Jefimovitj Tjerepanov det första ryska ångloket. Den första järnvägen byggdes mellan Sankt Petersburg och Tsarskoje Selo 1837. Järnvägsdepartementet, senare del av Ryska kommunikationsministeriet, skapades i Kejsardömet Ryssland år 1842 för att bygga och styra över Rysslands järnvägsnät. Det första större järnvägslinjen var järnvägen som länkade ihop Sankt Petersburg och Moskva som byggdes mellan 1842 och 1851.
Under 1860- och 1870-talen spelade Rysslands första kommunikationsminister en viktig roll vid utbyggnaden av järnvägsnätet i det europeiska Ryssland.
Transsibiriska järnvägen kopplar samman Moskva och europeiska Ryssland med de östra provinserna, Mongoliet, Kina, och Japanska havet. Järnvägen byggdes mellan 1891 och 1916.

## Sovjet
Under sovjettiden utökades järnvägsnätet med totalt 106 100 kilometer spår. Under andra världskriget spelade järnvägarna en stor roll vid transport av soldater och militärer. Efter kriget byggdes järnvägsnätet om och utökades till mer än 145 000 kilometer spår. Efter Sovjetunionens fall bröts järnvägsnätet upp och delades upp i de forna sovjetrepublikerna.